# Крехаев
Креха́ев (укр. Крехаїв) — село в Козелецком районе Черниговской области Украины. Население 389 человека. Занимает площадь 5,335 км².
Код КОАТУУ: 7422084501. Почтовый индекс: 17073. Телефонный код: +380 4646.

## Власть
Орган местного самоуправления — Крехаевский сельский совет. Почтовый адрес: 17073, Черниговская обл., Козелецкий р-н, с. Крехаев, ул. Леси Украинки, 55.